# 군산시청
군산시청(群山市廳)은 군산시의 행정을 총괄한 기초자치단체로 군산시장은 지방정무직공무원으로 보한다. 전북특별자치도 군산시 조촌동에 위치하고 있다.

## 조직

### 군산시장

#### 부시장
- 공보담당관
- 감사담당관
- 직소민원담당관

##### 자치행정국
- 총무과
- 회계과
- 체육지원과
- 민원지적과
- 재난관리과

##### 기획경제국
- 기획예산과
- 세무과
- 지역경제과
- 투자유치과
- 정보통신과

##### 환경복지국
- 사회복지과
- 가정복지과
- 기후환경과
- 도시미화과
- 매립장관리과

##### 해양관광수산국
- 관광과
- 해양항만과
- 수산경영과
- 어업생산과

##### 건설교통국
- 도시계획과
- 건설과
- 도로과
- 건축과
- 교통행정과